# Estació de Jaca
L'Estació de Jaca és una estació ferroviària situada al municipi espanyol de Jaca a la província d'Osca, comunitat autònoma d'Aragó. Disposa de serveis de Mitjana Distància operats per Renfe.
Se situa al nord-est de la localitat. Compta amb un edifici per a viatgers de base rectangular format per un cos central de dues altures i dos annexos laterals de planta baixa. Disposa de dues andanes un de lateral i un altre central al qual accedeixen dues vies. Disposa a més de més vies d'apartat. L'andana lateral està cobert amb una marquesina metàl·lica. Es troba en el punt quilomètric 193,7 de la línia de ferrocarril que uneix Saragossa amb la frontera francesa per Canfranc a 827 metres d'altitud.

## Història
L'estació va ser inaugurada l'1 de juny de 1893 amb la posada en marxa del tram Osca-Jaca de la línia que pretenia unir Saragossa amb la frontera francesa per Canfranc. Encara que aquest tram va ser obert i explotat des d'un primer moment per Norte la concessió inicial havia recaigut en la Societat Anònima Aragonesa la qual va cedir aquesta a Norte. El 1941, la nacionalització del ferrocarril a Espanya va suposar la desaparició de les companyies existents i la seva integració en la recentment creada RENFE.
Des del 31 de desembre de 2004 Renfe Operadora explota el trànsit ferroviari mentre que Adif és la titular de les instal·lacions.

## Serveis ferroviaris
Mitjana distància
Els trens de Mitjana Distància operats per Renfe tenen com a principals destinacions Saragossa i Canfranc.
| Línea MD | Trens    | Origen/Destí | Destí/Origen      |
| -------- | -------- | ------------ | ----------------- |
| 56       | Regional | Saragossa    | Terminal Canfranc |